# 염통에 털난 사나이
"염통에 털난 사나이"(Cheeky Man)는 한국에서 제작된 이형표 감독의 1970년 영화이다. 구봉서 등이 주연으로 출연하였고 홍성칠 등이 제작에 참여하였다.

## 출연

### 주연
- 구봉서
- 김지수
- 김희갑
- 서영춘
- 윤승원

## 기타
- 조명: 박창호
- 미술: 홍성칠